# Spencer Fox
Spencer Fox, född 10 maj 1993 i New York, är en amerikansk musiker, sångare och före detta barnskådespelare, som numera är medlem (huvudgitarrist) i indierockbandet Charly Bliss. Hans mest kända skådespelarinsats är som rösten till Dash Parr i den Pixar-animerade filmen Superhjältarna. Han har också gjort rösten till tvillingbröderna Jim och Tim Possible i Disney Channel-serien Kim Possible (fjärde säsongen) och Mudbud i filmen Air Buddies. 

## Diskografi

### Singlar
- 2013 – A Lot to Say
- 2016 – Ruby
- 2016 – Turd
- 2017 – Glitter

### Album
- 2017 – Guppy
- 2019 – Young Enough

### EP
- 2014 – Soft Serve EP

## Filmografi (i urval)

### Filmer
- 2004 – Superhjältarna (röstroll)
- 2006 – Pojkar vill... Killar kan!
- 2006 – Air Buddies – Valpgänget på äventyr (röstroll)

### TV-serier
- 2004 – Late Night with Conan O'Brien (TV-serie)
- 2007 – Kim Possible (TV-serie) (röstroll)